# 造野宮役
造野宮役（ぞうののみややく）とは、斎王が精進潔斎を行う野宮の造営費用として諸国の公領・荘園に課された臨時課税。また、斎王（斎宮）が伊勢神宮に下る斎宮群行の際に必要な行列や施設の整備などについても課税が行われる場合があり、一括して野宮役（ののみややく）と称せられる場合もある。

## 概要
『延喜式』（木工寮式・斎宮式）において、野宮・運営の造営は中央官司の官庫からの支給と諸国の召物によって賄われることになっていた。だが、10世紀になると次第にその調達も困難になっていき、11世紀後期には特定の国々を対象とした一国平均役として成立した。記録に残る最古のものは、延久6年（1074年）に三条天皇の曾孫の淳子女王の野宮設置のために河内国志気荘（醍醐寺領）に「造野宮作料米」の名目で賦課されたのが最古の記録である。また、広義の野宮役にあたる斎宮群行についても、淳子女王の前任である後三条天皇の皇女の俊子内親王が伊勢神宮に下った延久3年（1071年）に近江国・伊勢国に対して「群行雑事」の名目で一国平均役が行われている。
造野宮役は日本全域ではなく、野宮が設置される嵯峨野がある山城国を含む特定の5か国に賦課された。実際の配符・一国平均役の免除は初斎院事所（初斎院は卜定から野宮完成まで斎王が籠る施設）が行っていたが、通例では山城国・近江国が野宮に用いる柴垣を、河内国が野宮を作る人夫に与える作料米を、大和国と伊賀国が野宮を作るための木材を賦課されていた。また、野宮が完成した後も斎宮が実際に伊勢神宮に入るまでの様々な儀式（斎宮群行など）や野宮の運営に関しても必要に応じて一国平均役がかけられていた。
寛元3年（1245年）に土御門天皇皇女の曦子内親王の野宮設置のために造野宮役が行われたのを最後に記録から姿を消す。また、伊勢神宮への斎宮派遣も次の後嵯峨天皇皇女の愷子内親王以後は行われておらず、更にその3代後の後醍醐天皇皇女の祥子内親王が建武政権の崩壊とともに伊勢神宮に下ることなく野宮を退出したのを最後に斎宮制度が終焉を迎えている（祥子までの3代は、いずれも天皇の交替によって伊勢神宮に下ることなく野宮を退出している）。このため、造野宮役を含めた野宮役もこの動きとともに廃止されたとみられている。